# Calyptotis lepidorostrum
Calyptotis lepidorostrum — вид сцинкоподібних ящірок родини сцинкових (Scincidae). Ендемік Австралії.

## Поширення і екологія
Calyptotis lepidorostrum мешкають в прибережних районах на сході штату Квінсленд, від Кулули в горах Конондейл до міста Маккай. Вони живуть в тропічних лісах, серед опалого листя, трапляються в парках і садах.